# Bolesławice (Kobylnica)
Bolesławice (deutsch Ulrichsfelde) ist ein Dorf im Nordwesten der polnischen Woiwodschaft Pommern und gehört zur Stadt-und-Land-Gemeinde Kobylnica (Kublitz) im Powiat Słupski (Kreis Stolp).

## Geographische Lage
Bolesławice liegt in Hinterpommern, etwa fünf Kilometer westlich der Kreisstadt Słupsk an der polnischen Landesstraße 6 (ehemalige deutsche Reichsstraße 2, heute auch Europastraße 28) Danzig–Stettin. Bahnstation ist Widzino (Veddin) (3 km) an der Staatsbahnstrecke Nr. 405 Piła (Schneidemühl) – Szczecinek (Neustettin) – Miastko (Rummelsburg) – Słupsk (Stolp) – Ustka (Stolpmünde).
Nachbargemeinden von Bolesławice sind: Sycewice (Zitzewitz) und Zębowo (Symbow) im Westen, Bierkowo (Birkow) im Norden, die Stadt Słupsk im Osten und die Stadt Kobylnica (Kublitz) sowie Widzino (Veddin) im Süden.

## Ortsname
Das Dorf wurde mit seinem deutschen Namen nach dem Kriegs- und Domänenrat Ulrich benannt. Die polnische Namensform Bolesławice kommt in Polen insgesamt viermal vor.

## Geschichte
Ulrichsfelde ist eine Siedlung aus der Zeit Friedrichs des Großen. Die Kriegs- und Domänenkammer legte um 1780 auf dem westlichen Teil der Gemarkung Kublitz (heute polnisch: Kobylnica) das neue Dorf Ulrichsfelde mit einer Schäferei und acht Büdnern an. Im Jahre 1939 lebten auf der 246 Hektar umfassenden Gemeindefläche 198 Einwohner in 50 Haushaltungen. 
Bis 1945 gehörte das Dorf mit Adlig Kublitz (Kobylniczka), Kublitz (Kobylnica), Lossin (Łosino), Sanskow (Zajączkowo) und Veddin (Widzino) zum Amtsbezirk von Lossin im Landkreis Stolp im Regierungsbezirk Köslin der preußischen Provinz Pommern. Lossin war zugleich Sitz des zuständigen Standesamtes. Amtsgerichtsbereich war Stolp. Als letzter deutscher Bürgermeister amtierte Albert Voß.
Als sich gegen Ende des Zweiten Weltkriegs im März 1945 die Rote Armee dem Ort Ulrichsfelde näherte, brachen die Einwohner im Treck auf und flohen in den Norden des Landkreises. In der Nacht zum 8. März 1945 wurde das Dorf von der Roten Armee besetzt. Die Einwohner kehrten für kurze Zeit in ihr Dorf zurück. Ulrichsfelde wurde in Bolesławice umbenannt. Die Dorfbewohner wurden vertrieben.
Bolesławice gehört zur Gmina Kobylnica im Powiat Słupski der Woiwodschaft Pommern (bis 1998 Woiwodschaft Stolp). Hier leben jetzt 260 Einwohner.

### Ortsgliederung bis 1945
Zur Gemeinde Ulrichsfelde gehörte vor 1945 die Siedlung Geffkenkaten, etwa 1,5 Kilometer westlich des Dorfes gelegen.

## Kirche
Vor 1945 waren alle Dorfbewohner evangelischer Konfession. Ulrichsfelde gehörte zur Kirchengemeinde Kublitz (Kobylnica) und damit zum Kirchspiel der St.-Johannis- und Schlosskirche in Stolp (Słupsk). Es war dem Kirchenkreis Stolp-Stadt in der Kirchenprovinz Pommern der Kirche der Altpreußischen Union zugeordnet. 
Die Einwohner von Bolesławice nach 1945 sind weitestgehend katholischer Konfession. Der Bezug zur – jetzt katholischen – Pfarrei Kobylnica (Kublitz) ist geblieben, allerdings ist Bolesławice nun eine eigene Messstation der Katholischen Kirche in Polen. Es ist dem Dekanat Słupsk Zachód (Stolp-West) im Bistum Köslin-Kolberg zugeordnet.
Heute hier lebende evangelische Kirchenmitglieder gehören zum Kirchspiel der Kreuzkirche in Słupsk (Stolp) in der Diözese Pommern-Großpolen der Evangelisch-Augsburgischen Kirche.

## Schule
In der einklassigen Volksschule unterrichtete bis 1945 eine Lehrkraft etwa 25 Kinder. 